# Pławna Dolna

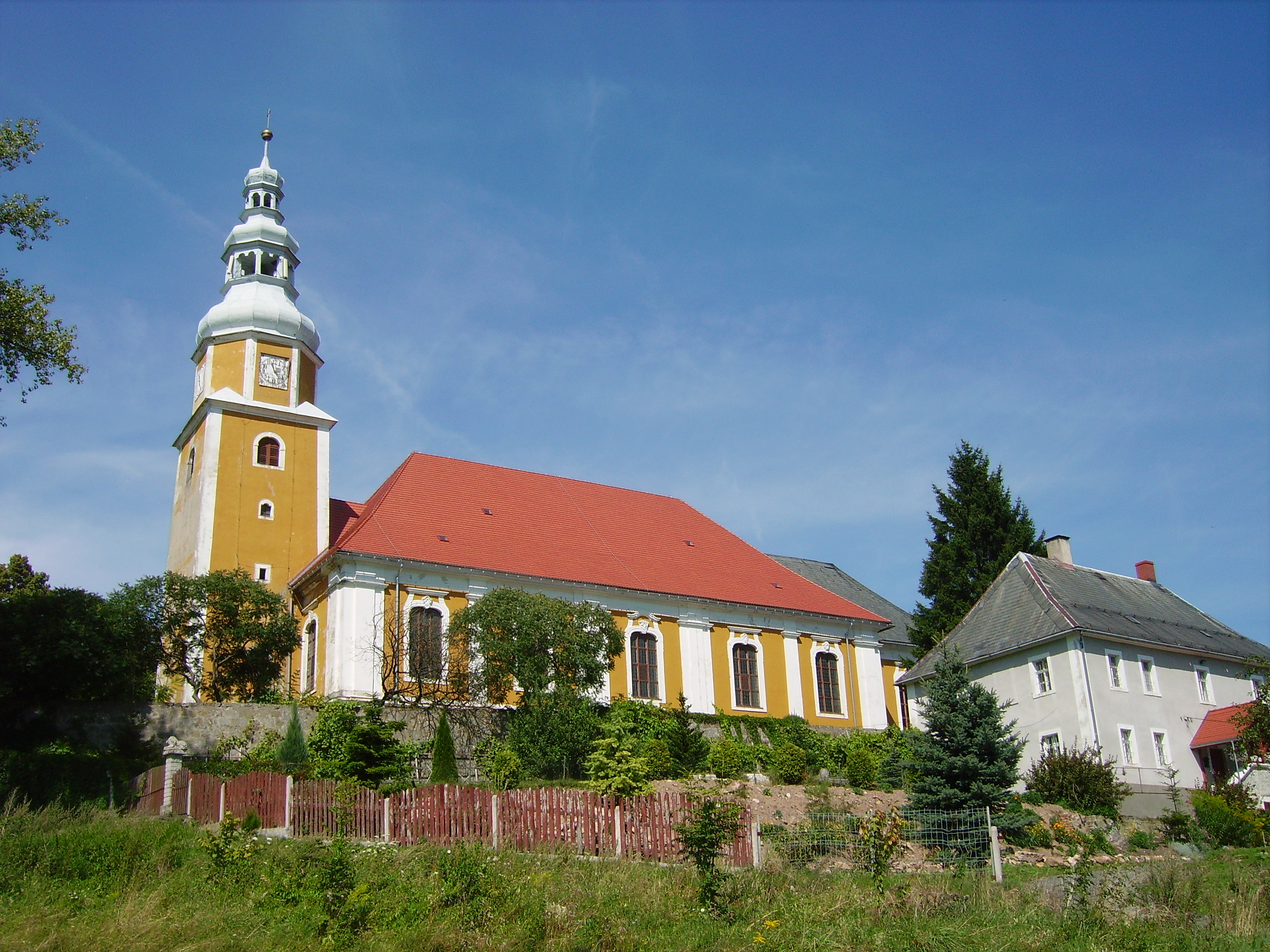
Kościół parafialny pw. św. Tekli.

Pławna Dolna (niem. Schmottseifen) – wieś w Polsce położona w województwie dolnośląskim, w powiecie lwóweckim, w gminie Lubomierz.

## Nazwa
W kronice łacińskiej Liber fundationis episcopatus Vratislaviensis (pol. Księga uposażeń biskupstwa wrocławskiego) spisanej za czasów biskupa Henryka z Wierzbna w latach 1295–1305 miejscowość wymieniona jest w zlatynizowanej formie Smutesiphin.

## Historia
Początki wsi sięgają XII wieku, kiedy to Henryk I rozdawał te ziemie górnikom przybyłym z Frankonii, Turyngii i Nadrenii, poszukującym tu cennych minerałów (przede wszystkim złota), jeszcze nawet w 1519 r.
Pierwszy dokument informujący o istnieniu Pławnej to wiadomość, jaką zostawił 12 marca 1241 Henryk Pobożny, który pisał o ufundowaniu tu kościoła św. Bartłomieja. Następnie miejscowość pojawia się w XIV-wiecznych dokumentach wrocławskiego biskupa Henryka von Würben.
Nazwa wsi związana jest z płukaniem, co wskazuje na górniczą genezę miejscowości. W XIV wieku Pławna była największą i najdłuższą wsią należącą do lubomierskiego klasztoru. W maju 1613 zaraza pochłonęła 399 jej mieszkańców. Na pamiątkę tego wydarzenia wzniesiono kolumnę morową. W czerwcu 1759 w Pławnej znajdowała się główna kwatera wojenna Fryderyka II. W 1807 r. do Pławnej zawitał cesarz francuski Napoleon, a w 1813 r. między Mojeszem, Płuczkami, a Pławną marszałek Francji Jacques Alexandre Macdonald zorganizował obóz wojskowy.
W latach 1880–1885 wybudowano linię kolejową, na której we wsi był przystanek Pławna Dolna. W 1983 r. przestały nią kursować pociągi.
W 1925 r. we wsi mieszkało 1726 osób (w tym 7% ewangelików).
W latach 1945–1954 siedziba gminy Pławna, następnie do 1972 r. gromady Pławna. W latach 1975–1998 miejscowość administracyjnie należała do województwa jeleniogórskiego.
Obecnie (III 2011 r.), według Narodowego Spisu Powszechnego mieszka tu 414 osób, które zajmują się przede wszystkim rolnictwem.

## Zabytki
Do wojewódzkiego rejestru zabytków wpisane są:
- zespół kościoła parafialnego pw. św. Tekli
  - kościół św. Tekli, z 1680 r., 1780 r.; pierwszy kościół istniał prawdopodobnie w 1318 r., bowiem z tego roku pochodzi wzmianka o proboszczu. W późniejszym okresie kościół rozbudowano, a najstarsze jego fragmenty znajdują się przy chórze i w północnej części nawy, przykrytej drewnianym stropem z 1774 r. z polichromią o motywach florystycznych. Prezbiterium, zakończone poligonalnie, powstało na przełomie XV/XVI wieku, a wieża o wysokości 45 m, została zbudowana w 1680 r. Okna są zakończone ostrołukowo lub półkoliście. Obecny kształt świątynia uzyskała w latach 1778–1781. W kościele znajduje się szereg zabytków. W głównym ołtarzu drewnianym umieszczono barokowy obraz św. Tekli namalowany przez Bernarda Krauze. Z prawej strony ołtarza znajduje się chrzcielnica składająca się z części barokowej kamiennej, wykonanej w piaskowcu w XVII w. oraz z części drewnianej XIX-wiecznej. Prospekt organowy trójdzielny wykonany jest z drewna rzeźbionego w stylu neorenesansowym. W kościele znajduje się tablica, odsłonięta w 2010 r., upamiętniająca Polaków pomordowanych w 1944 r. w Korościatynie w dawnym województwie tarnopolskim[8][9]. Od 1972 roku kościół, jak i cała parafia, znajduje się pod opieką księży Michalitów[10]
  - cmentarz, razem z kościołem otoczony jest niskim murem
  - budynek bramny; brama z niewielkim pomieszczeniem nad wejściem - małe samborze, szachulcowy, z drugiej połowy XVIII wieku

inne zabytki:
- dawny dom pastora (dziś szkoła) z 1753 r. w pobliżu kościoła. Został on przebudowany na początku XX wieku
- stary spichlerz z 1688 r., przebudowany w 1710 r.; obok domu pastora
- budynku plebanii
- kalwaria; rozpoczyna się w centrum wsi obok kapliczki i prowadzi krętą drogą na szczyt góry Kalwaria (322 m n.p.m.). W 1993 r. potomek fundatora kalwarii, Johannes Hoferichter odnowił drogę krzyżową, a w 1994 r. biskupi Tadeusz Rybak i Rudolf Miller poświęcili ją
- krzyż, możliwe, że jest to tzw. krzyż pojednania (nazywany też częściej pokutnym) – znajduje się obok głównej drogi do kościoła. Wykonany jest z piaskowca, na nim wyryty wypukły nóż (jako narzędzie zbrodni)Tablica pomordowanych mieszkańców Korościatyna

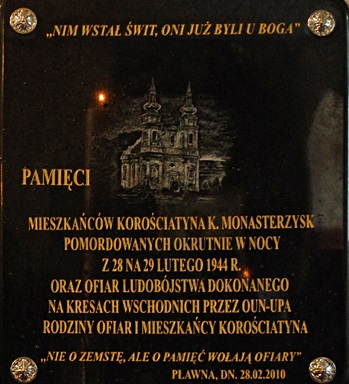
Tablica pomordowanych mieszkańców Korościatyna

- kapliczki; największa znajduje się obok gospodarstwa nr 171 i jest ku czci Trójcy św. Druga kaplica (wybudowana w XVIII wieku) z obrazem Matki Bożej Dobrej Rady – stoi obok poczekalni dworcowej. Na górze kościelnej jest kaplica św. Barbary wybudowana w 1762 r. przez księdza Józefa Naternusa Kőrnera. Należy jeszcze wspomnieć o pomniku poświęconym 61 mieszkańcom wsi poległym w czasie I wojny światowej. Matka Boska z Jezusem ustawiona jest na pięciometrowej kolumnie
- wapiennik; znajduje się przy dawnej stacji kolejowej Pławna Górna. Zachował się w bardzo dobrym stanie piec do wypalania wapna. W bezpośrednim otoczeniu pieca znajduje się wyrobisko podziemne, z którego pozyskiwano surowiec do produkcji wapna
- wiele chat o konstrukcji szachulcowej, rzadziej przysłupowej zachowanych we wsi. Niektóre z nich posiadają jeszcze niewielkie balkoniki pod okapem dachu

## Turystyka
Z inicjatywy osiadłego tu malarza Dariusza Milińskiego, powstał zespół obiektów rekreacyjnych Magiczna Pławna, na który składają się:
- Zamek Śląskich Legend
- Gród Rycerski
- Sala Rycerska
- Arka Noego
- Galeria

Odbywają się tu m.in. warsztaty kreatywne, spektakle lalkarskie itp.. 